# プロコプ・ディヴィシュ

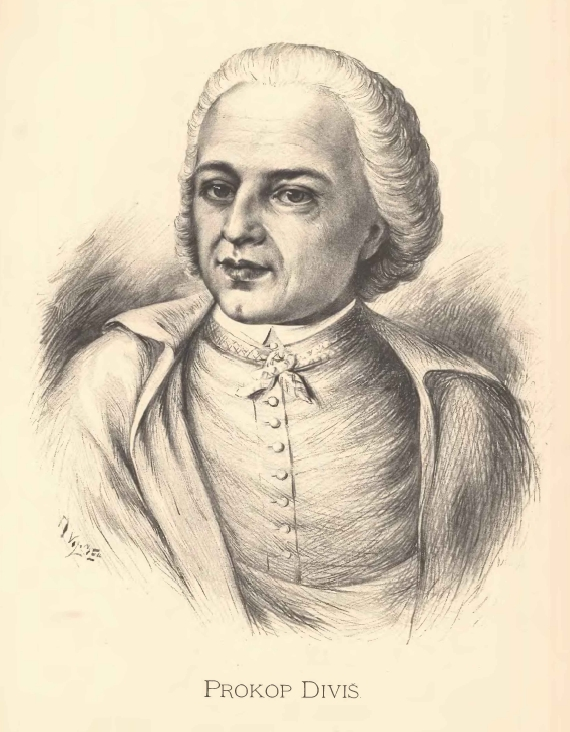
プロコプ・ディヴィシュ

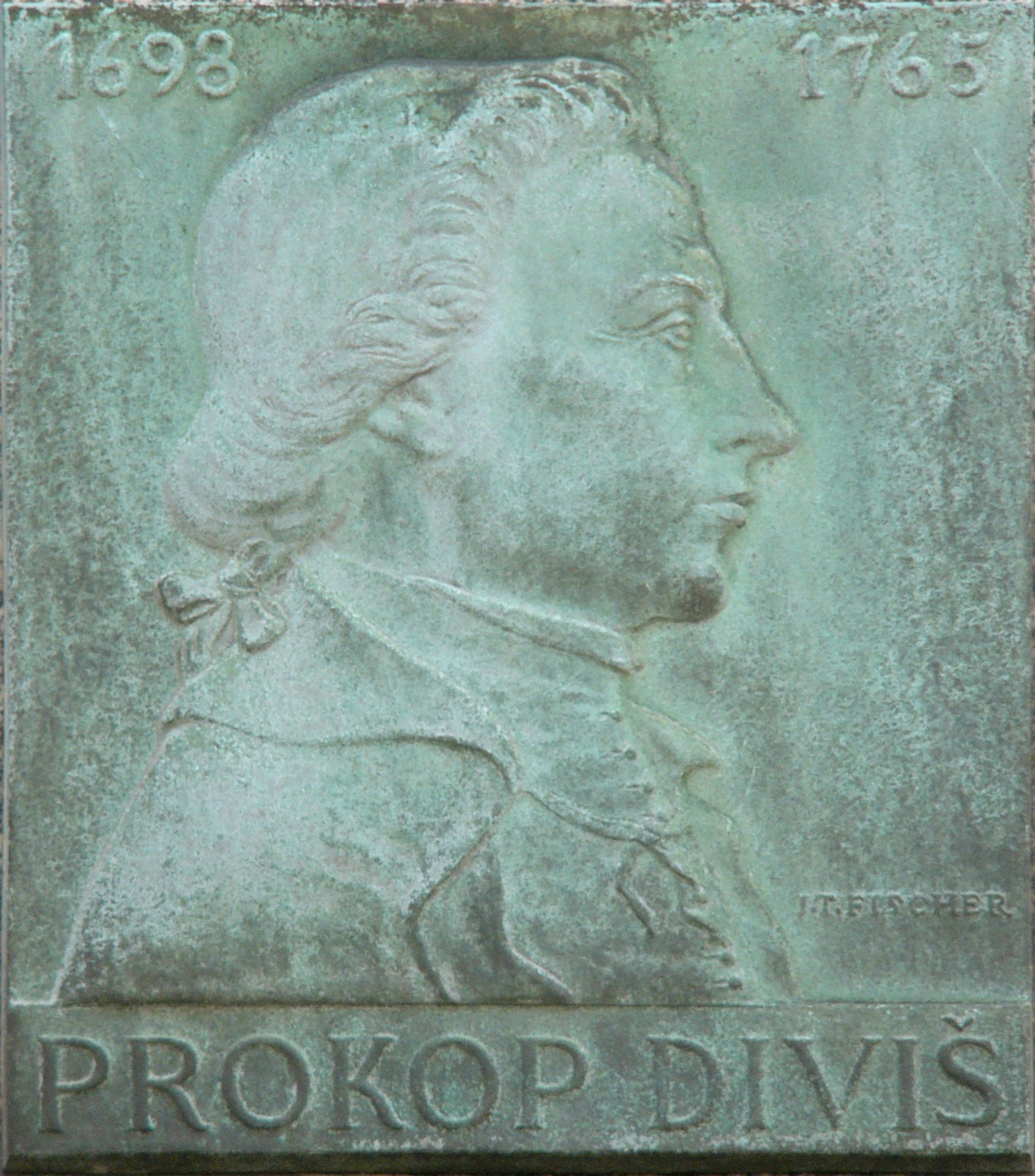
ズイノモにあるJan Tomáš Fischerによる記念プレート

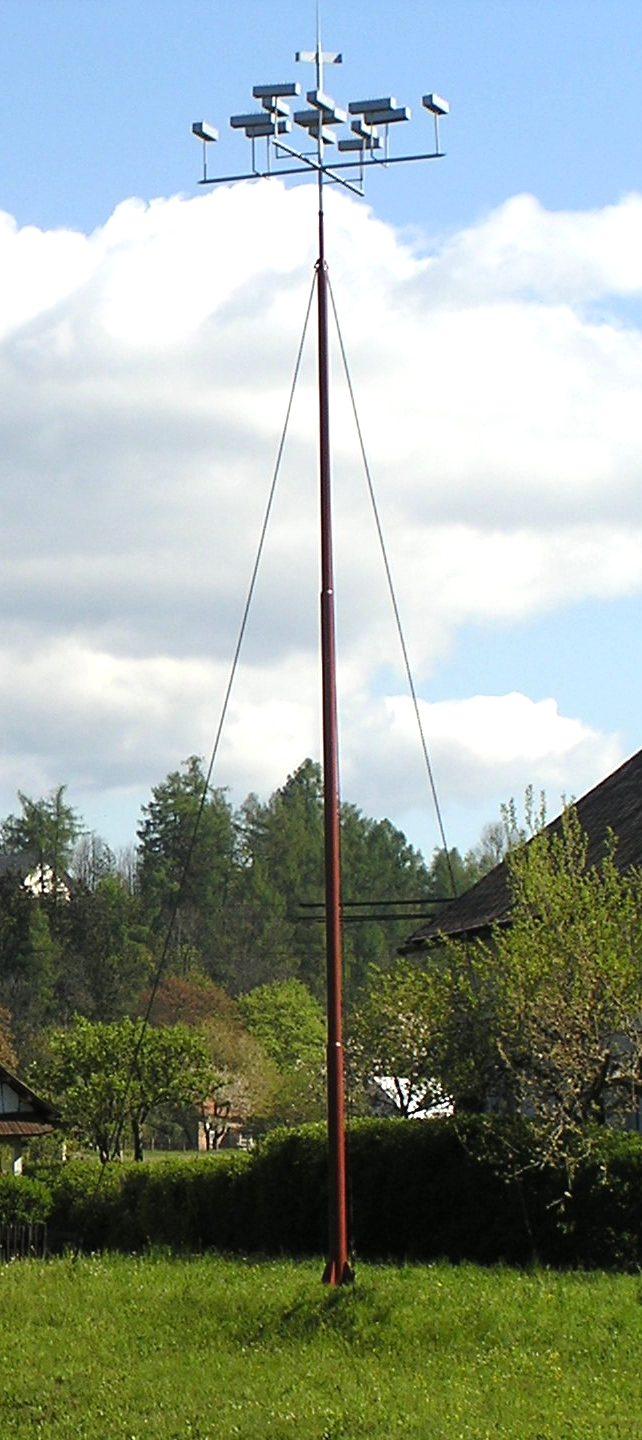
ディヴィシュが発明した避雷針

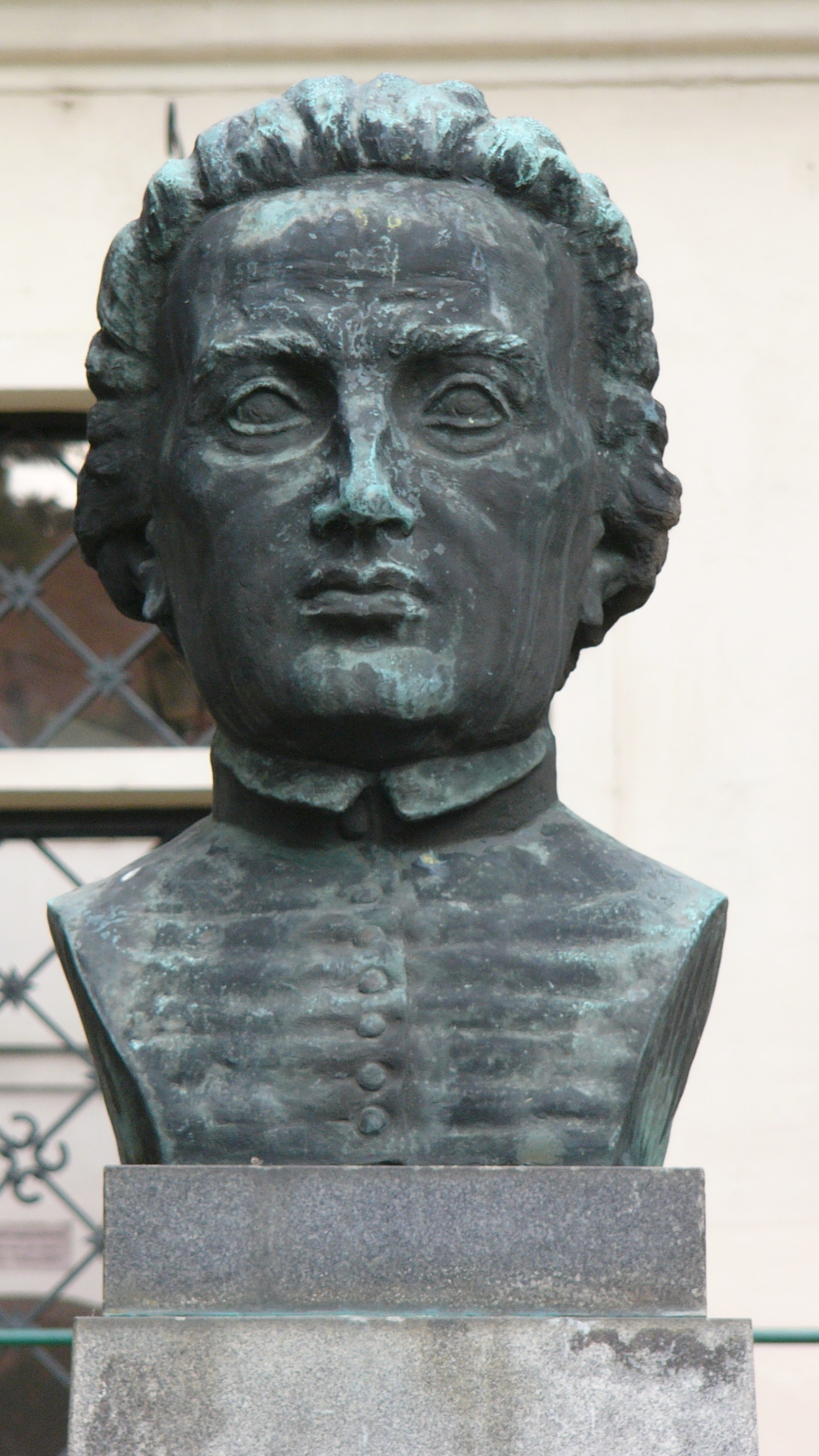
ズイノモにあるJan Tomáš Fischerによる胸像

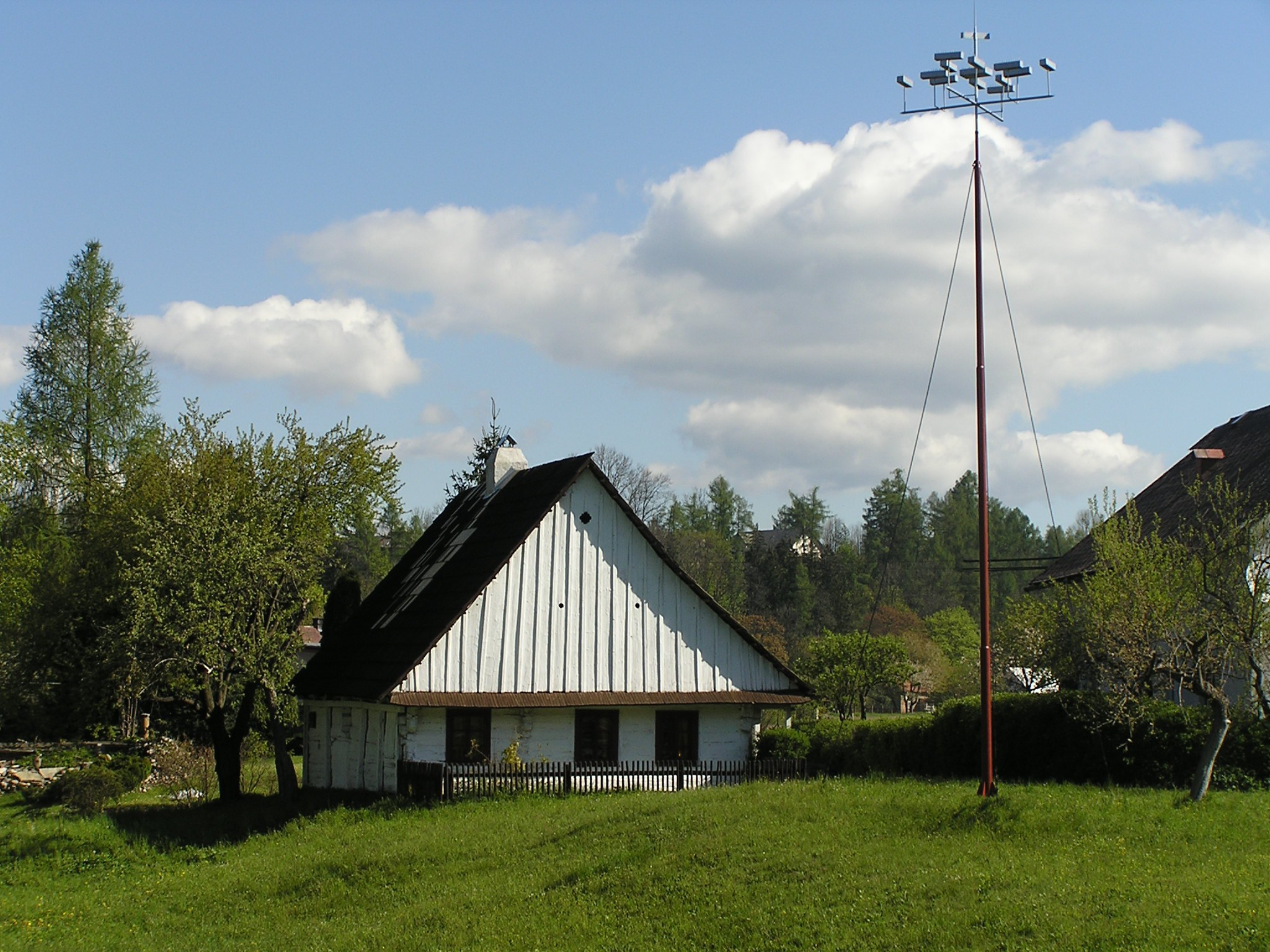
ディヴィシュの自宅、右側に避雷針がある

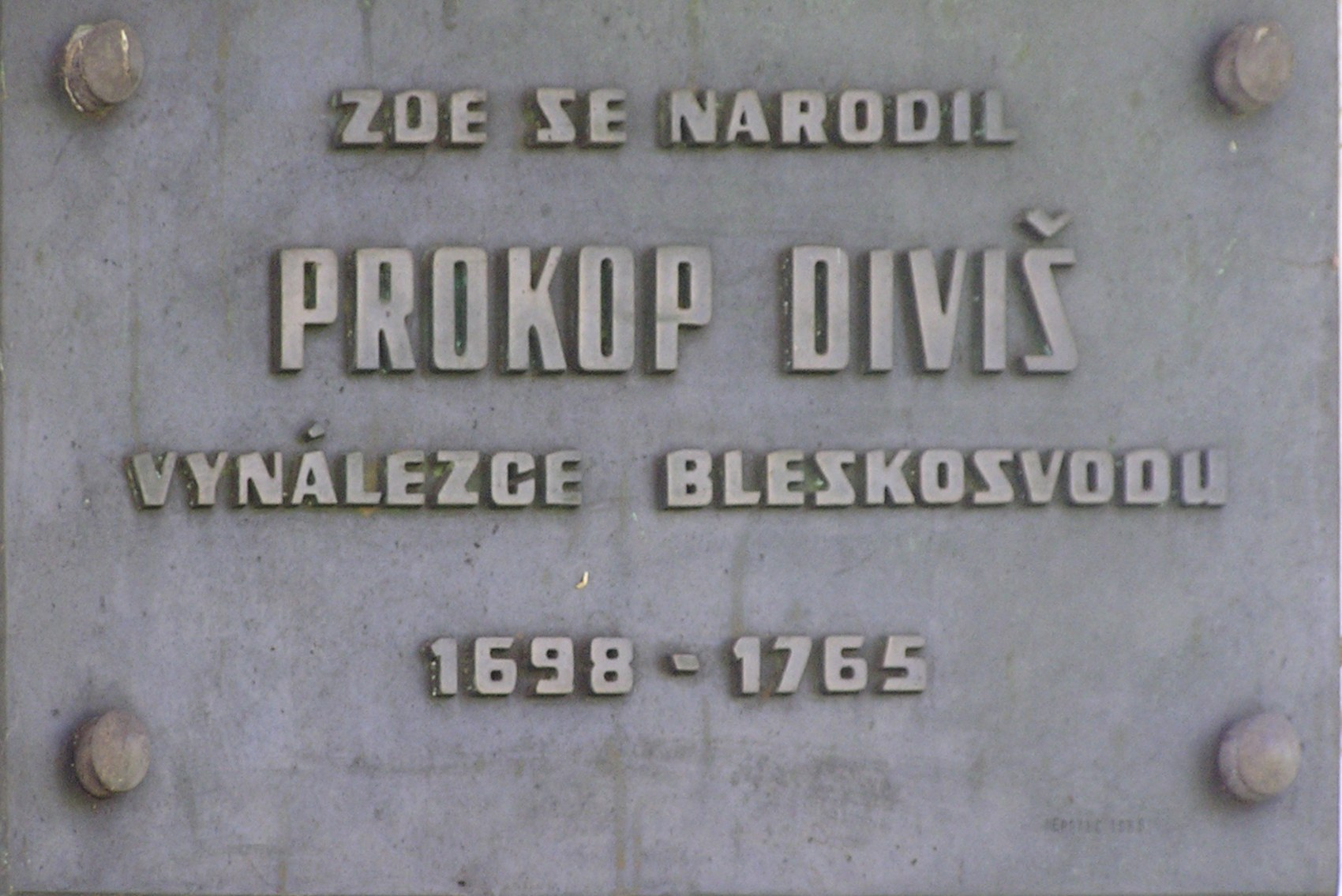
自宅にある記念プレート

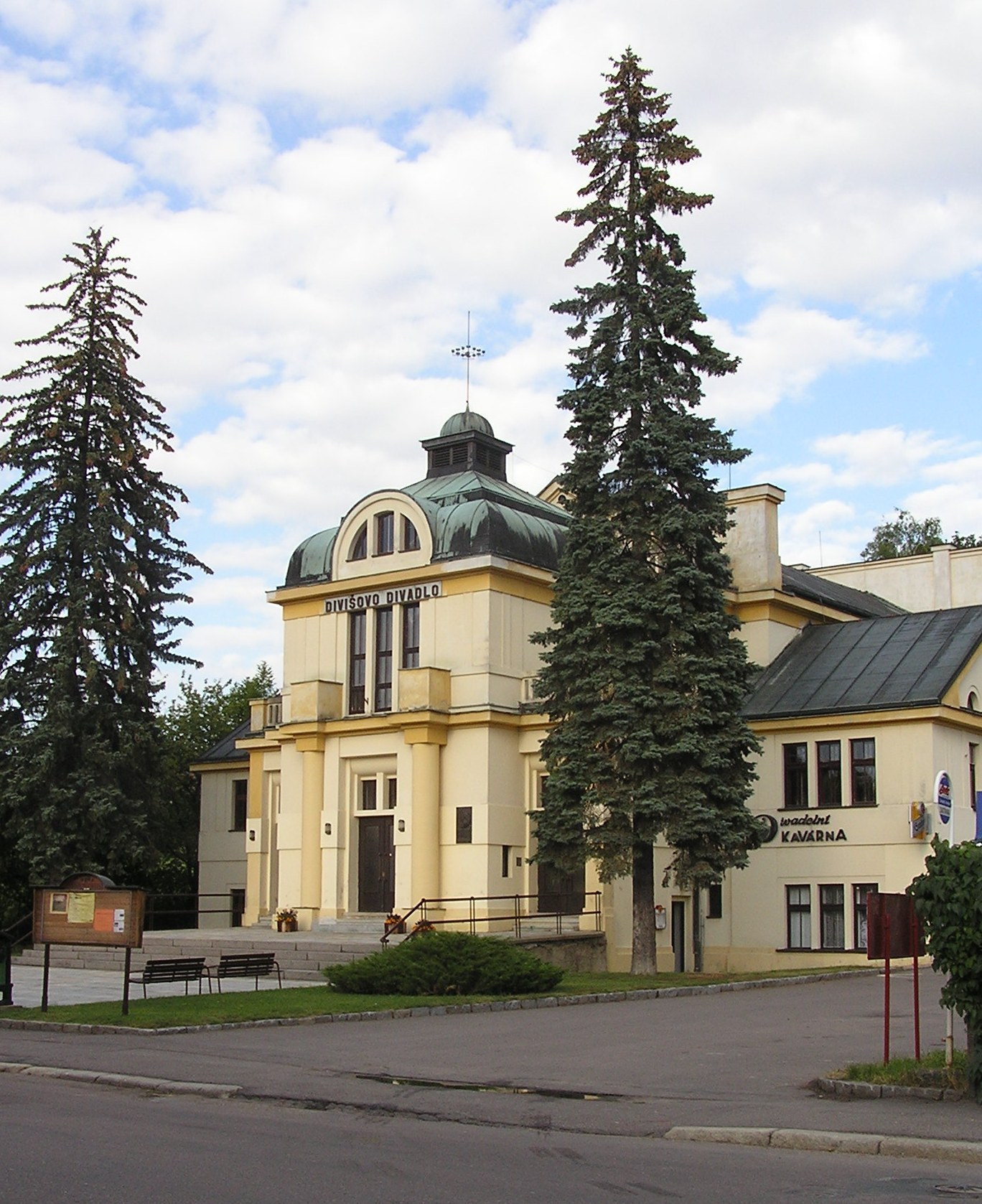
Žamberkのプロコプ・ディヴィシュ劇場、屋上に避雷針がある

プロコプ・ディヴィシュ（Vaclav Prokop Diviš、1698年3月26日-1765年12月25日）は、チェコ（ボヘミア）の司祭、神学者、自然科学者である。
ディヴィシュは1698年に、現在のチェコ共和国のUsti nad Orlici Districtで生まれた。彼は、ベンジャミン・フランクリンとは独立して避雷針を発明して、1754年6月15日に建てたと言われているが、これに異を唱える研究者もいる。彼はまた、歴史上初めてデニスドールと呼ばれる電子楽器を演奏した。彼は1765年に、現在の南モラヴィア州ズノイモで死去した。
1986年9月にアントニーン・ムルコスが発見した小惑星ディヴィシュは、彼の名前にちなんで名づけられている。